# Énergie éolienne en Pologne

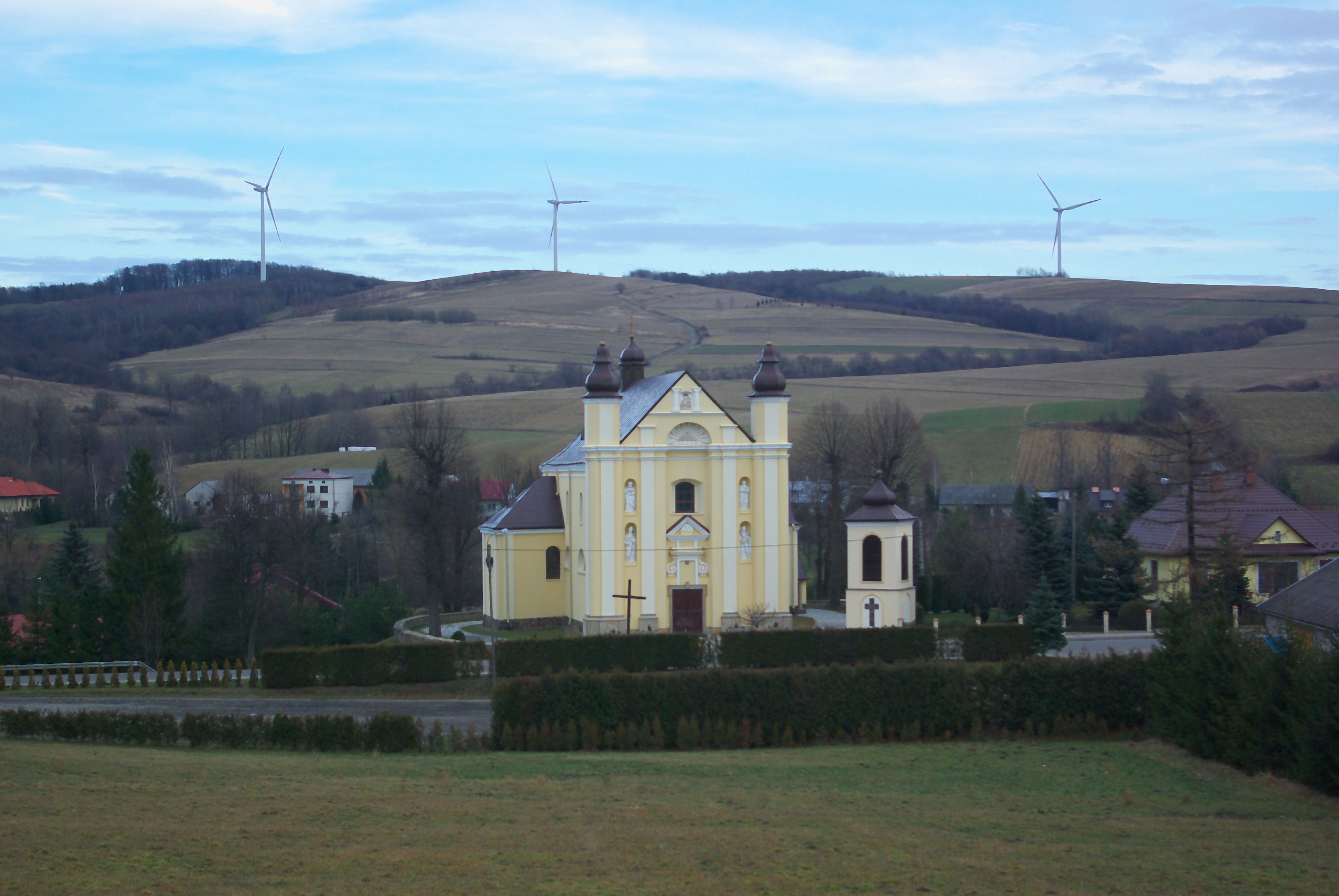
Église Saint Nicolas et éoliennes à Nowotaniec, 12.2013

L' énergie éolienne en Pologne est devenue une source d'énergie importante : l'éolien produisait 14 % de l'électricité du pays en 2023 ; sa progression a été très rapide, la production ayant été multipliée par 189 entre 2005 et 2024.
La Pologne se classait en 2024 au 6e rang de l'Union européenne (UE) pour la production d'électricité éolienne (5,2 % du total de l'UE) et au 14e rang mondial en 2023, au 7e rang de l'UE pour la puissance installée (4,4 %), et au 17e rang de l'UE pour sa puissance installée par habitant, inférieure de 46 % à la moyenne de l'UE.
En 2021, sept projets de parcs éoliens en mer, d'une puissance totale de 5,9 GW, ont été sélectionnés par appel d'offres. Il est prévu d'en sélectionner 5 GW supplémentaires d'ici 2027 et le pays prévoit 18 GW d'ici 2040.

## Potentiel éolien

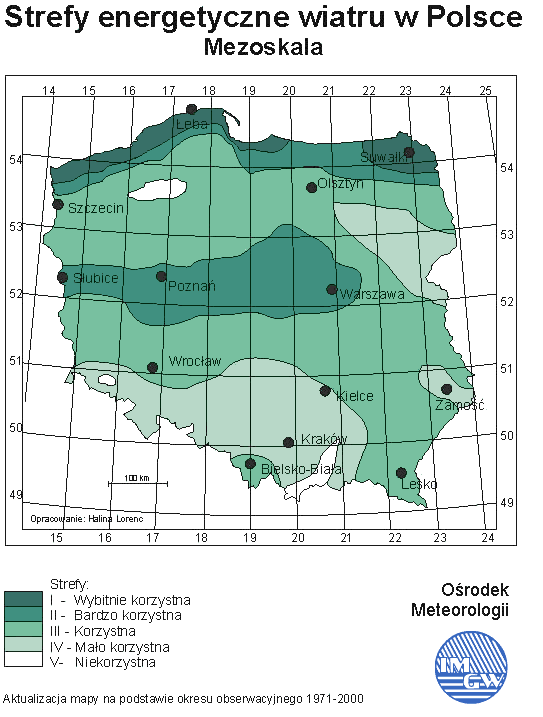
Carte du potentiel éolien en Pologne.

Les côtes de la mer Baltique bénéficient d'un régime de vents très favorable, en particulier dans leur partie est et nord-est, ainsi que les zones montagneuses du sud (Basse-Silésie et Basses-Carpathes).

## Production

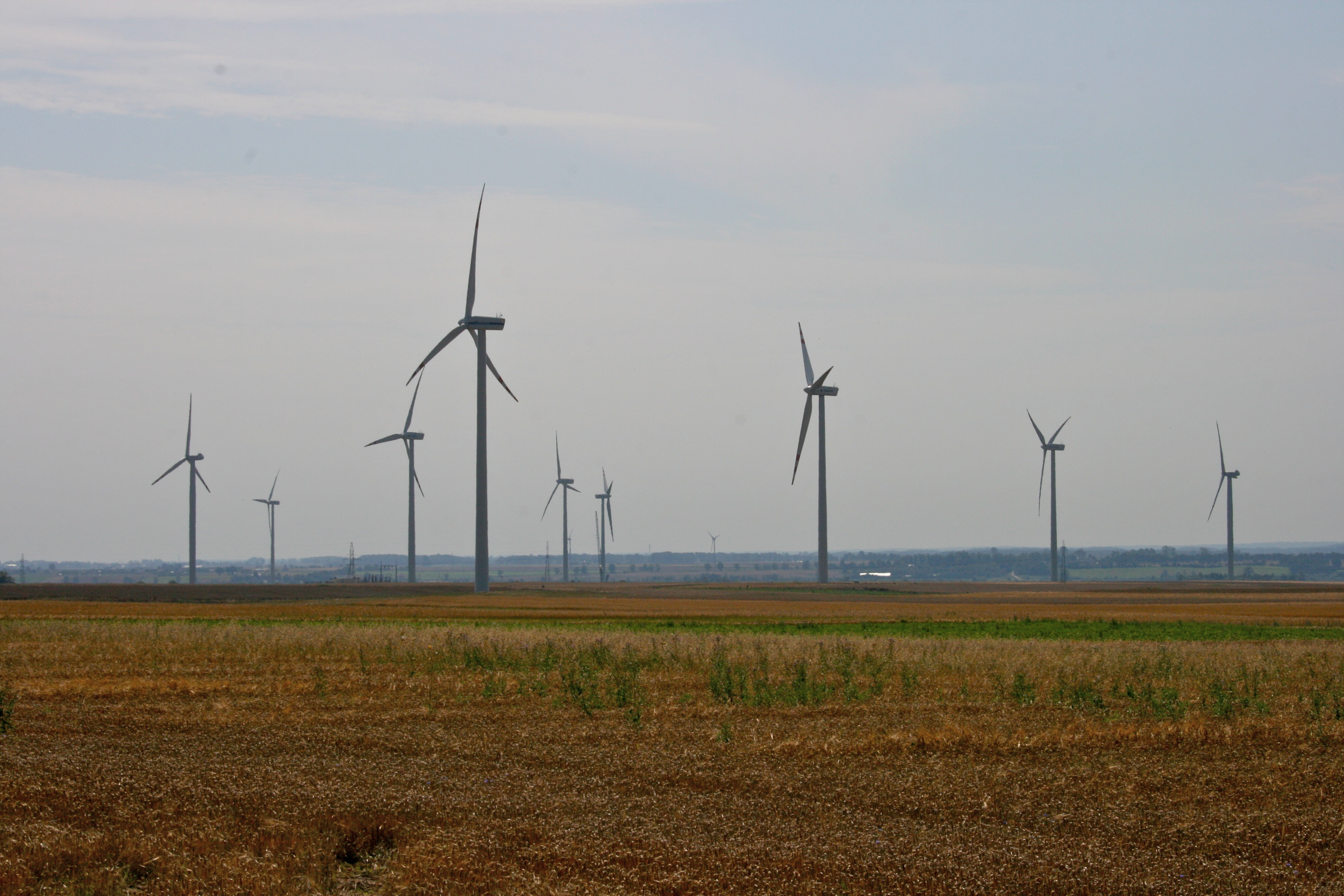
Parc éolien près de Lisewo, Poméranie, 2009

Selon EurObserv'ER, la production éolienne de la Pologne s'est élevée à 25 498 GWh en 2024, en progression de 5,5 % par rapport à 2023, soit 5,2 % du total de l'Union européenne (UE), au 6e rang des producteurs éoliens de l'UE, derrière l'Allemagne (28,5 %), l'Espagne (12,8 %), la France (9,2 %), la Suède (8,5 %) et les Pays-Bas (6,8 %), et devant l'Italie (4,6 %).
La production d’électricité éolienne de la Pologne s'élevait en 2023 à 23 249 GWh, soit 14,0 % de la production d’électricité du pays.
L'Energy Institute estime la production éolienne de la Pologne en 2023 à 24,1 TWh, soit 1,0 % de la production éolienne mondiale, au 14e rang mondial, loin derrière la Chine : 38,1 %, les États-Unis : 18,5 % et l'Allemagne : 6,1 %. La part de l'éolien dans la production d'électricité polonaise est estimée à 14,4 %, plaçant le pays au 10e rang mondial pour la part de l'éolien dans la production d'électricité, derrière le Danemark (57,7 %), le Royaume-Uni (28,7 %), l'Allemagne (27,7 %), le Portugal (26,8 %), les Pays-Bas (23,6 %), l'Espagne (22,8 %), la Suède (20,6 %), la Belgique et la Finlande.
| Année | Production (GWh) | Accroissement | Part prod.élec. |
| 2005  | 135              |               | 0,1 %           |
| 2006  | 256              | +90 %         | 0,2 %           |
| 2007  | 522              | +104 %        | 0,3 %           |
| 2008  | 837              | +60 %         | 0,5 %           |
| 2009  | 1 077            | +29 %         | 0,7 %           |
| 2010  | 1 664            | +55 %         | 1,1 %           |
| 2011  | 3 205            | +93 %         | 2,0 %           |
| 2012  | 4 747            | +48 %         | 2,9 %           |
| 2013  | 6 004            | +26 %         | 3,6 %           |
| 2014  | 7 676            | +28 %         | 4,8 %           |
| 2015  | 10 858           | +41 %         | 6,6 %           |
| 2016  | 12 588           | +16 %         | 7,6 %           |
| 2017  | 14 909           | +18,4 %       | 8,7 %           |
| 2018  | 12 798           | -14,2 %       | 7,5 %           |
| 2019  | 15 106           | +18,0 %       | 9,2 %           |
| 2020  | 15 800           | +4,6 %        | 10,0 %          |
| 2021  | 16 233           | +2,7 %        | 9,0 %           |
| 2022  | 19 779           | +21,8 %       | 11,0 %          |
| 2023  | 23 249           | +17,5 %       | 14,0 %          |
| 2024  | 25 498           | +9,7 %        |                 |

En 2023, la production éolienne de la Pologne s'est élevée à 22 120 GWh, en progression de 11,8 % par rapport à 2022, soit 4,6 % du total de l'Union européenne (UE), au 7e rang des producteurs éoliens de l'UE, derrière l'Allemagne (29,8 %), l'Espagne (13,5 %), la France (10,6 %), la Suède (7,2 %), les Pays-Bas (6,1 %), l'Italie (4,9 %).
En 2022, la Pologne se classait au 7e rang des producteurs éoliens de l'UE, avec 4,6 % du total de l'UE, derrière l'Allemagne (29,9 %), l'Espagne (14,9 %), la France (9,0%), la Suède (7,9 %), les Pays-Bas (5,0 %) et l'Italie (4,9 %).
En 2021, la Pologne était le 8e producteur d’électricité éolienne d'Europe, loin derrière le leader allemand : 113 848 GWh.

## Puissance installée

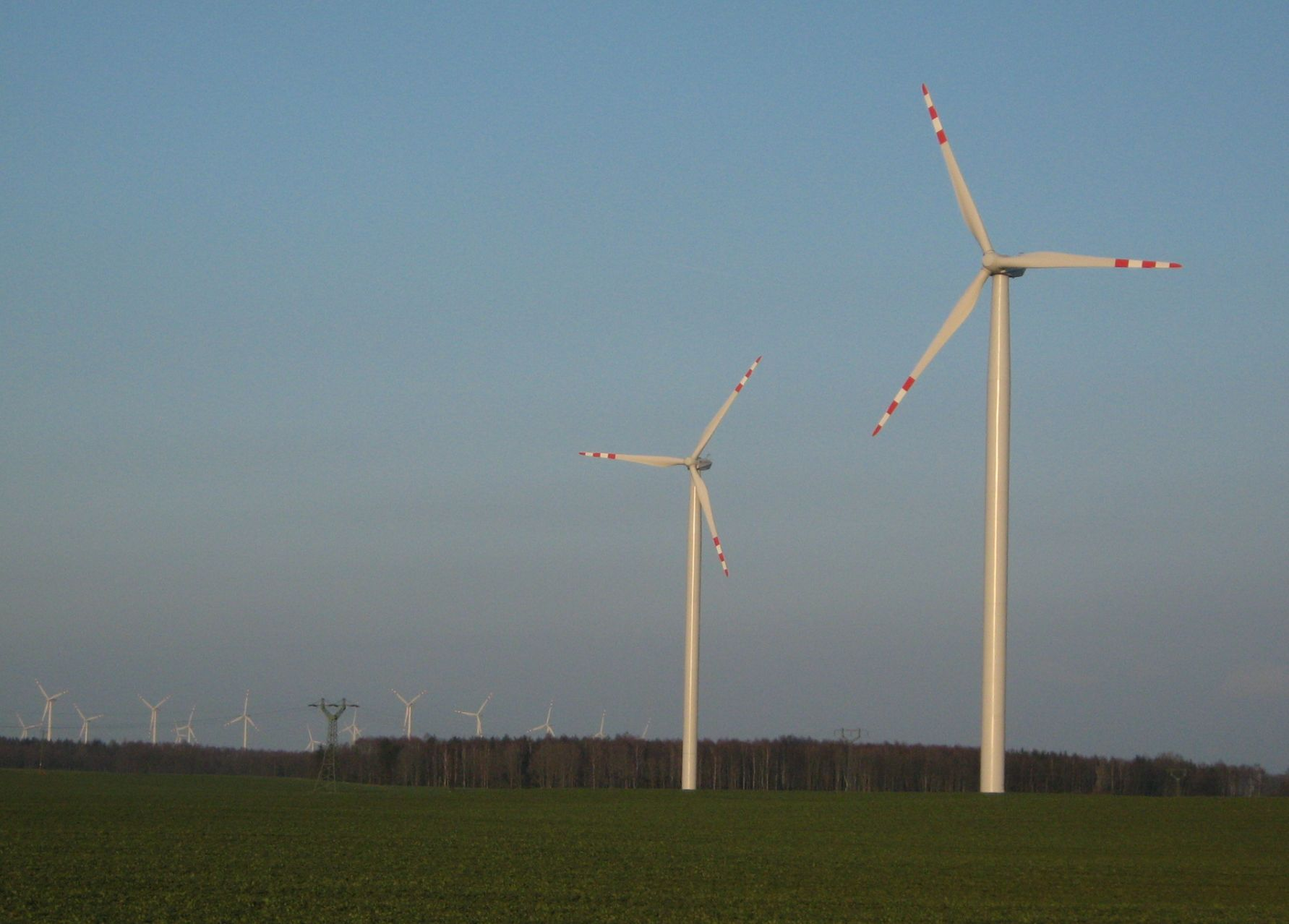
Parc éolien de Karścino, à Mołtowo, Poméranie occidentale, 2009.

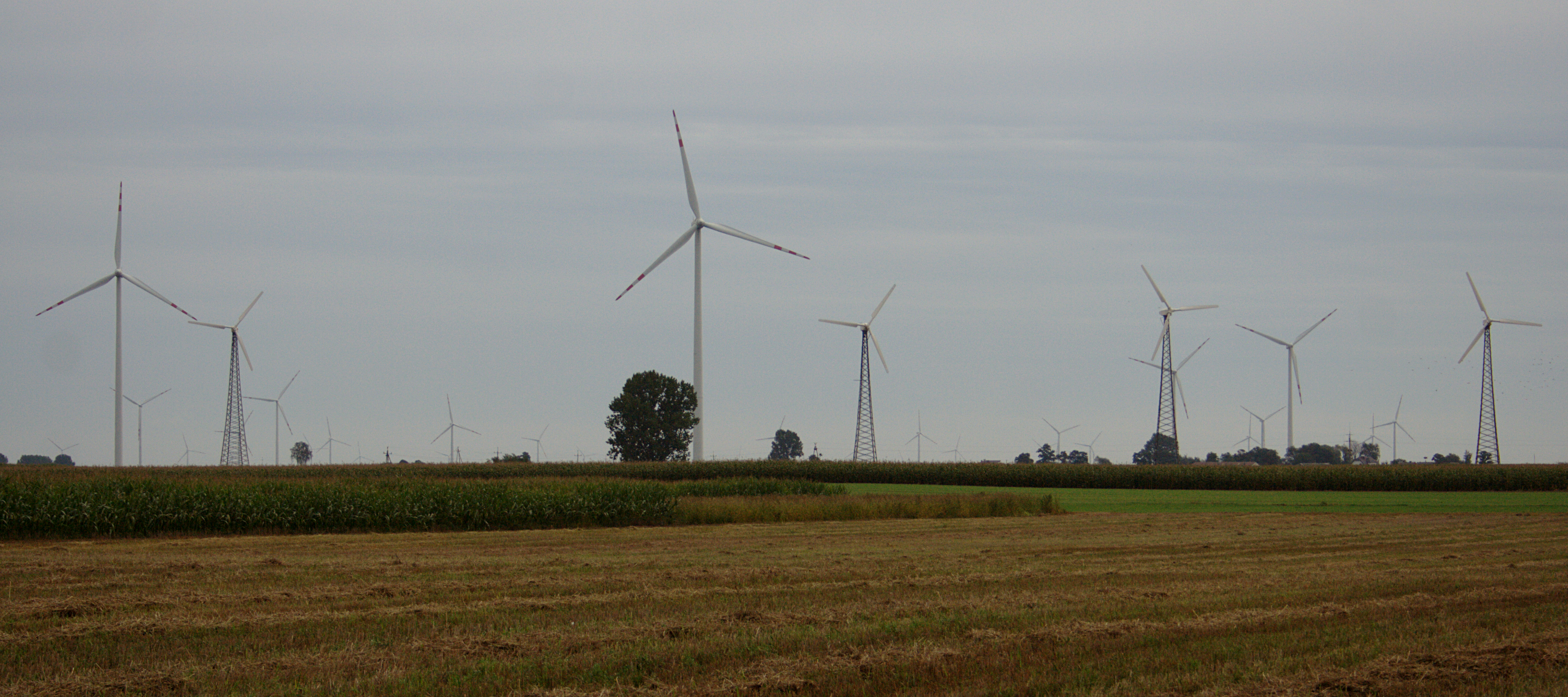
Parc éolien de Margonin, 2016.

La Pologne a installé 720,5 MW en 2024, portant sa puissance installée éolienne à 10 139,5 MW fin 2024 (+7,6 %), soit 4,4 % du total de l'Union européenne (UE), au 7e rang de l'UE, derrière l'Allemagne (31,8 %), l'Espagne (14,1 %), la France (10,2 %), la Suède (7,4 %), l'Italie (5,6 %) et les Pays-Bas (5,0 %). Sa part du marché de l'UE en 2024 était de 5,4 %, au 8e rang.
La puissance installée par habitant de la Pologne s'élevait en 2024 à 276,9 W, inférieure de 46 % à la moyenne de l'UE (516,2 W), au 17e rang européen, loin derrière la Suède (1 632,1 W), la Finlande (1 491,5 W), l'Allemagne (872,1 W) et la France (364,6 W).
La Pologne a installé 1 278 MW en 2023, portant sa puissance installée éolienne à 9 428 MW fin 2023 (+15,7 %). Elle se classe au 7e rang de l'Union européenne (UE) avec 4,3 % du total de l'UE, derrière l'Allemagne (31,8 %), l'Espagne (14,1 %), la France (10,2 %), la Suède (7,4 %), l'Italie (5,6 %) et les Pays-Bas (4,6 %). Sa part du marché de l'UE en 2023 était de 8,2 %, au 6e rang.
En 2022, la Pologne a installé 1 162 MW, portant sa puissance installée éolienne à 8 129 MW fin 2022 (+16,7 %). Elle se classe au 7e rang de l'Union européenne (UE) avec 4,0 % du total de l'UE, derrière l'Allemagne (32,7 %), l'Espagne (14,3 %), la France (9 %), la Suède (7,2 %), l'Italie (5,8 %) et les Pays-Bas(4,3 %). Sa part du marché de l'UE en 2022 était de 7,8 %, au 5e rang.
La puissance installée par habitant de la Pologne s'élevait en 2022 à 215,9 W, inférieure de 52 % à la moyenne de l'UE (453,7 W), au 17e rang européen, loin derrière la Suède (1 395,4 W), l'Allemagne (795,4 W) et la France (305 W).
Au niveau mondial, la Pologne se situe au 15e rang avec 0,9 % de la puissance installée mondiale en 2022, loin derrière la Chine (365 440 MW), les États-Unis (144 226 MW), l'Allemagne et l'Inde (41 930 MW). Les nouvelles installations d'éoliennes en Pologne ont représenté 1,5 % du marché mondial.
La Pologne a installé 818 MW d'éoliennes en 2021, portant la puissance installée de son parc éolien à 7 117 MW, au 7e rang européen avec 3,8 % du total de l'Union européenne, loin derrière l'Allemagne (63 865 MW).
La Pologne se situait fin 2018 au 14e rang mondial pour sa puissance installée avec 1,0 % du total mondial.
La Pologne se situe en 2017 au 18e rang européen pour la puissance installée par habitant : 168,5 W/hab, très loin derrière le Danemark : 960,3 W/hab et la Suède : 672,4 W/hab, alors que la moyenne de l'Union européenne est de 330,2 W/hab.

## Éolien en mer
L'Office de régulation de l’énergie polonais (Urząd Regulacji Energetyki - URE) a organisé plusieurs appels d'offres pour des parcs éoliens en mer. Au début de 2021, le président polonais Andrzej Duda signe la loi sur l'éolien en mer, qui autorise des projets de 10,9 GW, dont 5,9 GW seront proposés pour des contrats de différence (CfD) d'ici la fin juin 2021. Deux autres appels d'offres de 2,5 GW chacun seront organisés en 2025 et 2027.
En avril 2021, l'URE accorde un CfD à la coentreprise entre Ørsted et PGE pour leurs projets Baltica 2 (1,5 GW) et Baltica 3 (1 GW), à un prix de référence de 67,93 €/MWh ; la mise en service de Baltica 3 est prévue pour 2026 et celle de Baltica 2 avant 2030 ; l'URE a également accordé un CfD au projet FEW Baltic II (350 MW) de RWE.
En mai 2021, l'URE accorde un CfD à Equinor et Polenergia pour leurs projets Bałtyk II et Bałtyk III (1 440 MW au total), à 27 et 40 km au large du port de Łeba, à un prix de référence d'environ 70 €/MWh ; les chantiers devraient commencer en 2024.
En juin 2021, un CfD est accordé aux entreprises PKN Orlen (polonaise) et Northland Power (canadienne) pour leur projet Baltic Power (1,2 GW).
Fin juin 2021, un CfD est accordé à la coentreprise Ocean Winds entre EDP Renováveis et Engie pour leur projet B&C-Wind (369,5 MW), à un prix de référence de 71 €/MWh, à 23 km au large.
En 2023, le projet Baltic Power, premier parc éolien offshore commercial de Pologne (1,2 GW), a atteint la décision finale d’investissement. Le pays prévoit 18 GW d'ici 2040. Vestas a annoncé son intention de construire une nouvelle usine de pales à Szczecin pour son éolienne offshore V236 de 15 MW.

## Principaux parcs éoliens
La base de données The Windpower recense 352 parcs éoliens polonais totalisant 73,63 GW en avril 2023, dont 7,44 GW en fonctionnement, 0,83 GW en construction et 16,04 GW en projet (offshore), dont les plus importants sont :
- Potegowo[20] : 219 MW, en 7 tranches, 81 turbines General Electric[21] (2020)[22] ;
- Karscino[23] : 141 MW, 77 turbines (2006-2012) ;
- Margonin[24] : 120 MW, 60 turbines (2009).

Margonin a été financé par la BERD et la BEI.

## Politique énergétique

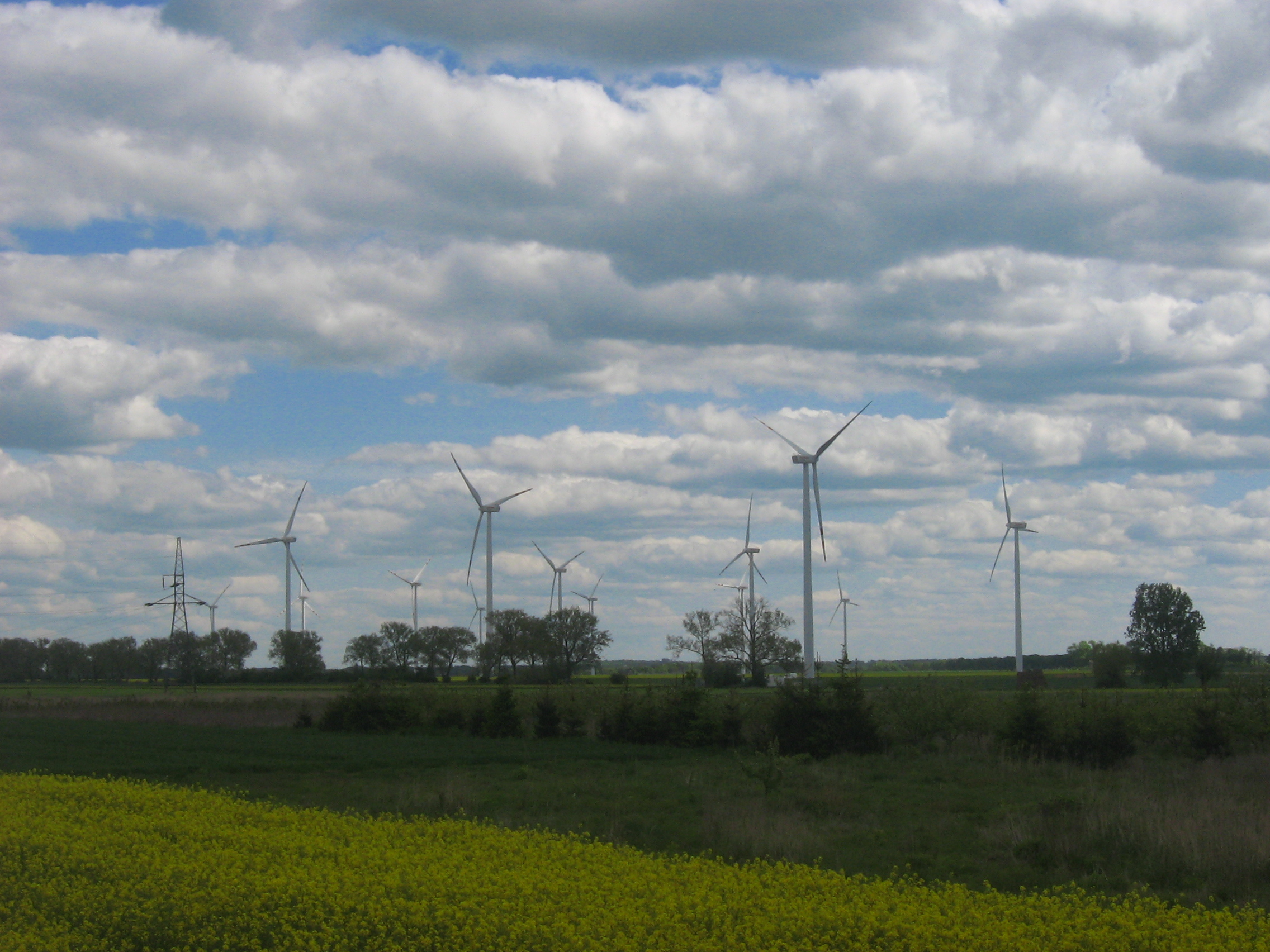
Parc éolien d'Ostrowo, Poméranie, 2009.

La « Politique énergétique de la Pologne jusqu'en 2050 » (PEP 2050) élaborée par le ministère de l'Économie donne la priorité à la sécurité des approvisionnements : assurer l'indépendance énergétique, grâce à un recours prioritaire aux ressources nationales, et notamment au charbon. Selon le scénario dit « équilibré » qui a la faveur du ministère de l'Économie, la houille et le lignite devraient continuer à occuper en 2050 une part majoritaire (autour de 60 %) dans la production nationale d'électricité et de chaleur, le reste étant assuré par des centrales nucléaires et au gaz ainsi que des EnR. Pour ces dernières, quel que soit le scénario retenu, la Pologne ne devrait guère aller au-delà des seuils minimaux fixés par l'UE. Le manque de bonne volonté en la matière se manifeste notamment par la mauvaise transposition de la directive de 2009 sur les EnR.
Un nouveau cadre juridique était en préparation en 2014 ; il devrait être moins avantageux pour les producteurs ; la proposition de loi penche pour un système d'appel d'offres, avec comme critères le prix d'achat de l'électricité et la stabilité du réseau, l'objectif étant de contrôler l'évolution de l'éolien afin d'atteindre 7 000 MW en 2020 à un coût aussi bas que possible.
Au début de 2021, le président polonais Andrzej Duda signe la loi sur l'éolien en mer, qui autorise des projets de 10,9 GW, dont 5,9 GW seront proposés pour des contrats de différence (CfD) d'ici la fin juin 2021. Deux autres appels d'offres de 2,5 GW chacun seront organisés en 2025 et 2027.

### Ouvrages - publications
: document utilisé comme source pour la rédaction de cet article.
- Baromètre éolien 2024, EurObserv'ER, 28 mars 2024 (lire en ligne [PDF]).
- Baromètre éolien 2023, EurObserv'ER, 28 mars 2023 (lire en ligne [PDF]). .